# 德兴府
德兴府，金朝时设置的府。
大安元年（1209年）升奉圣州置，治所在德安县（即今河北省涿鹿县）。辖境相当今河北省怀来、涿鹿、赤城及北京市延庆等地。元朝至元三年（1266年）仍降为奉圣州。 